# アレスター・ベッド
アレスター・ベッド（英: Engineered materials arrestor system、EMAS）とはオーバーランを防ぐために滑走路末端に設置された区域のことである。この区域には発泡コンクリートが敷き詰められ、オーバーランした航空機をブレーキや逆噴射、スポイラーをしのぐ制動効果で停止させ、機体や人的被害を最小限に抑えることができる。
1999年にニューヨークのジョン・F・ケネディ国際空港に初めて設置されて以来、3件のオーバーランを防いだ実績がある。しかし、導入はあまり進んでいない。
日本では滑走路端安全区域の基準改正に伴い、2020年に初めて羽田空港に導入された。